# Kamanyana
Kamanyana ist eine von sechs Zellen (Verwaltungseinheiten 4. Ebene) im Sektor Cyanika des Distrikts Burera in der Nordprovinz von Ruanda. Sie liegt auf einer Höhe von etwa 2050 m. Im Norden grenzt Kamanyana an das Nachbarland Uganda. Nachbarzellen innerhalb Ruandas sind im Osten Kayenzi, im Südosten Kagitega und im Südwesten Nyagahinga. Entlang der Ostgrenze von Kamanyana verläuft etwa in Nord-Süd-Richtung die asphaltierte Nationalstraße 17, die nach Norden über den Grenzübergang Cyanika nach Uganda führt. Im Südosten von Kamanya geht von der Nationalstraße 17 im Ort Kidaho die Stand 2022 nicht apshalierte Nationalstraße 21 nach Osten ab, die nördlich am Burera-See und weiter Richtung Südosten am Rugezi-Feuchtgebiet vorbeiführt.